# 北海道道634号城丘江差線
北海道道634号城丘江差線（ほっかいどうどう634ごう しろおかえさしせん）は、北海道檜山郡厚沢部町と江差町を結ぶ一般道道（北海道道）である。冬期通行止め区間がある。

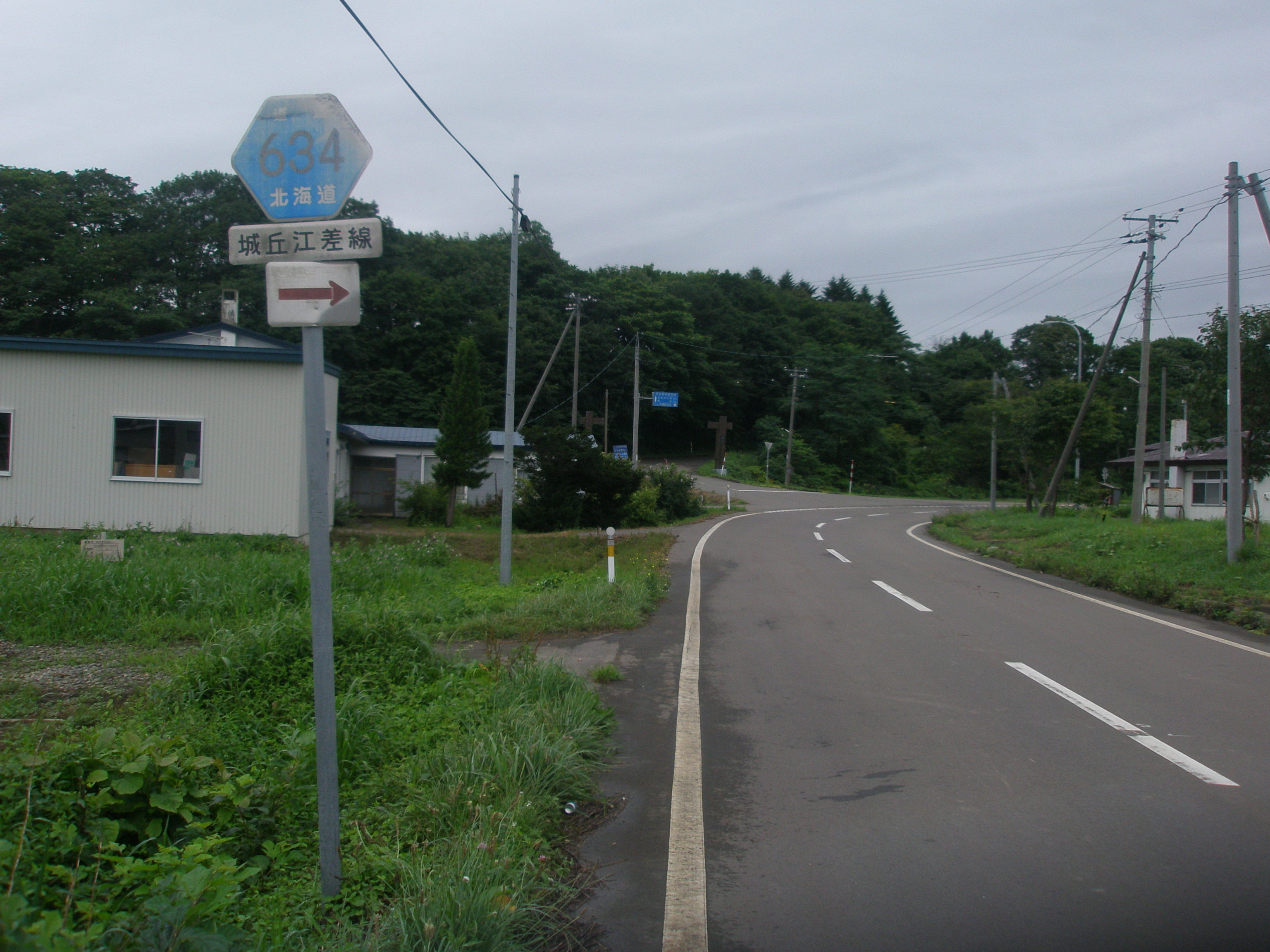
北海道道634号城丘江差線・道道番号及び路線名標識（2018年8月）

## 概要

### 路線データ
- 起点：北海道檜山郡厚沢部町字城丘
- 終点：北海道檜山郡江差町字柳崎町（国道229号交点）
- 総延長：23.898 km
- 実延長：16.587 km
- 重用延長：7.311 km

### 道路管理者
- 渡島総合振興局 函館建設管理部 江差出張所

## 歴史
- 1969年（昭和44年）6月18日 - 路線認定[1]。

## 路線状況

### 重複区間
- 北海道道812号館町福島線（厚沢部町字城丘〔起点〕 - 厚沢部町南館町）
- 国道227号（厚沢部町字上の山[2] - 江差町字柳崎町〔終点〕）

### 冬期交通規制
- 通行止め

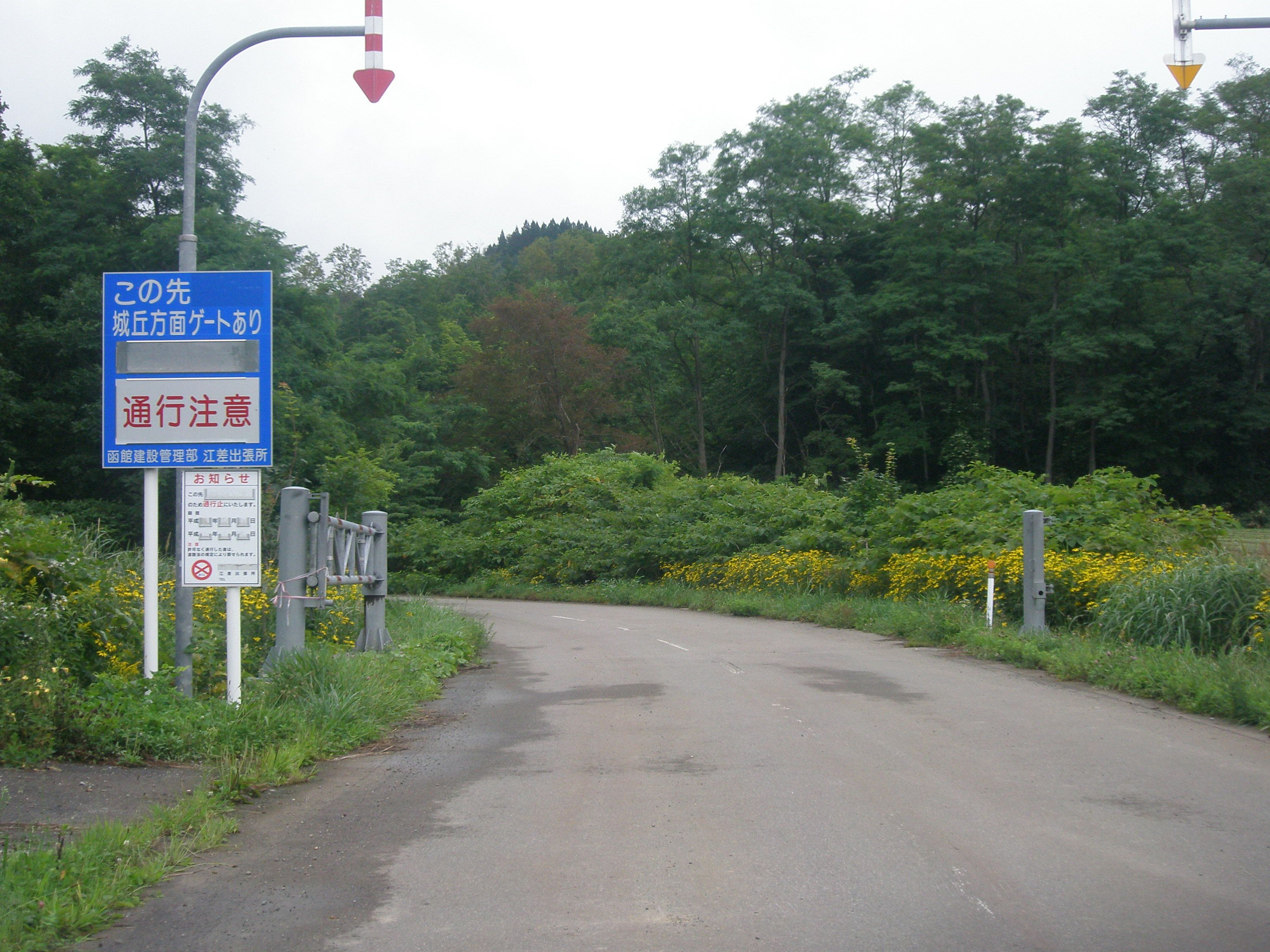
城丘ゲート（2018年8月）

  - 厚沢部町字城丘786（城丘第2ゲート） - 厚沢部町字城丘703（城丘ゲート）

区間延長：2.4 km

### 道路施設

#### 主な橋梁
- 糠野橋（73 m、糠野川、厚沢部町南館町 - 厚沢部町字城丘）
- 古佐内橋（95 m、古佐内川、厚沢部町字上の山）
- 松園橋（98 m、厚沢部川、厚沢部町松園町 - 厚沢部町字上の山）

#### 常設型ゲート
- 城丘第2ゲート（厚沢部町字城丘786）
- 城丘ゲート（厚沢部町字城丘703）

#### 道の駅
厚沢部町
- 道の駅あっさぶ（厚沢部町、国道227号重複区間）

## 地理

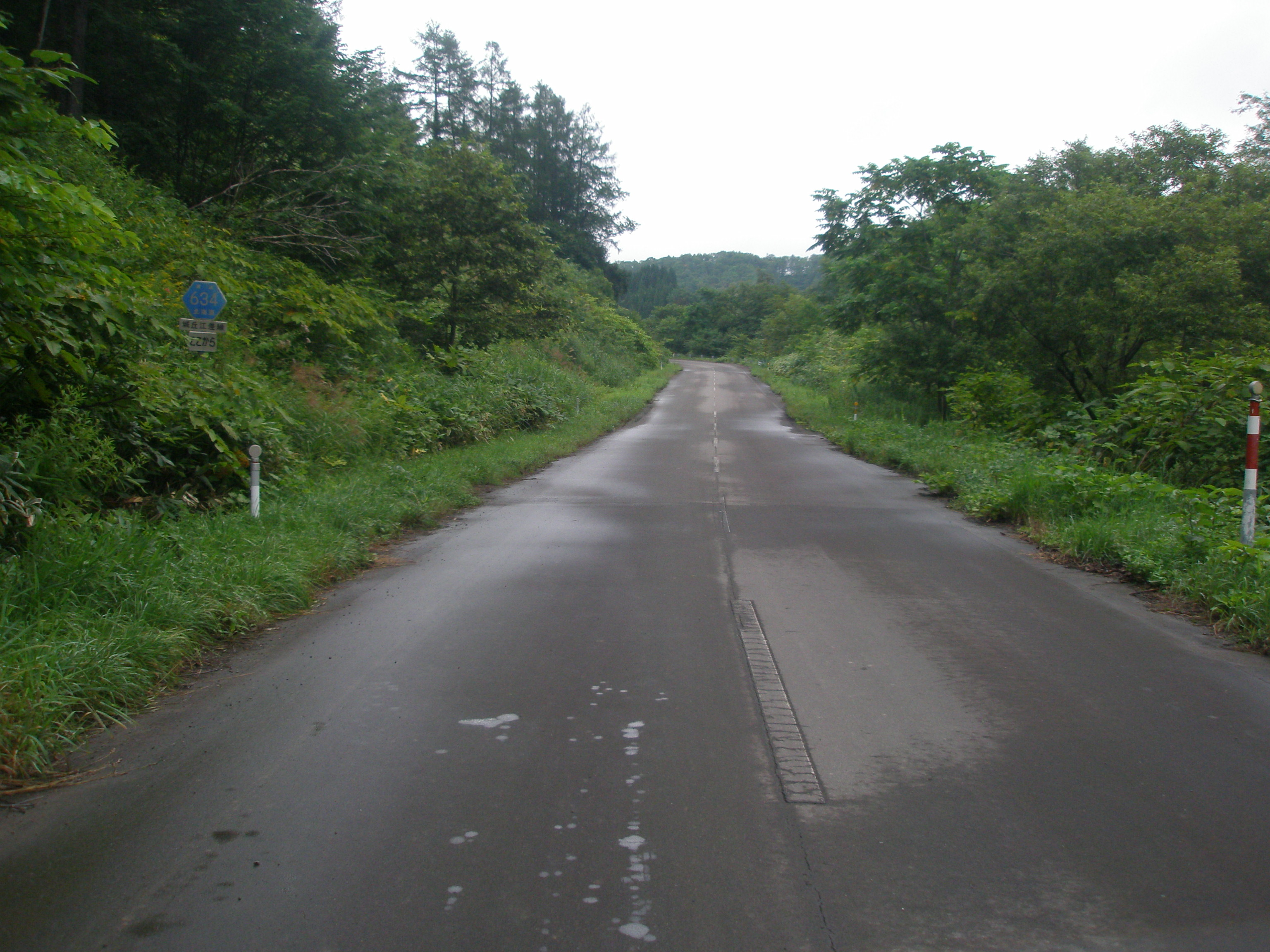
北海道道634号城丘江差線・起点（2018年8月）

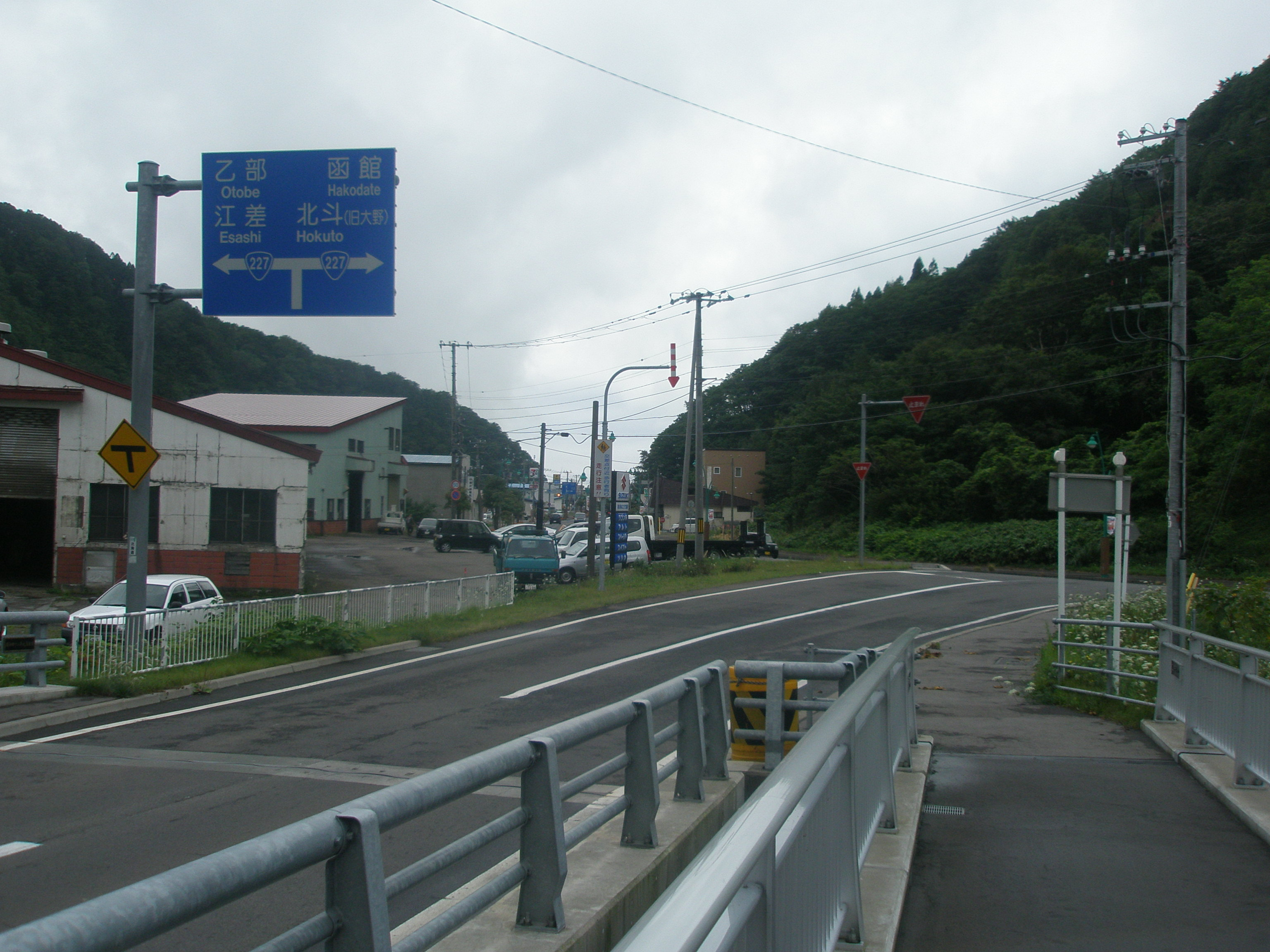
北海道道634号城丘江差線・国道227号交点（2018年8月）

### 通過する自治体
- 檜山振興局
  - 檜山郡厚沢部町
  - 檜山郡江差町

### 交差する道路
厚沢部町
- 北海道道812号館町福島線 - 字城丘（起点）、南館町（重複）
- 国道227号 - 字上の山[2] 、江差町字柳崎町（終点）（重複）

江差町
- 国道229号 - 字柳崎町（終点）